# Ritiro spirituale
I ritiri spirituali sono mezzi di formazione ascetica intesi a favorire la crescita nell'intimità con Dio durante intere giornate e a volte anche per più giorni.

## Cristianesimo
Obbligatori per sacerdoti, religiosi e membri di istituzioni per la cui appartenenza è necessaria una vocazione divina, sono comunque consigliati a tutti i fedeli laici almeno qualche volta nel corso della vita, al punto che è prevista una speciale indulgenza per i fedeli che partecipano a ritiri spirituali mensili.
Durante i ritiri spirituali, favoriti dalle meditazioni, dalla lettura e dalla sosta prolungata dinanzi al Santissimo Sacramento, secondo la spiritualità cristiana è più facile esprimere propositi di conversione, di rinnovamento e miglioramento della vita interiore, di apostolato e finanche scoprire la propria vocazione ecclesiale.

## Religioni e filosofie orientali
In molte vie spirituali è considerato fondamentale praticare ritiri di meditazione e pratica interiore quale mezzo di realizzazione del Divino.
Tali ritiri possono essere solitari o effettuati in gruppo, spesso con l'ausilio di un Guru che conduce le varie pratiche, tra cui meditazione, yoga, canto di bhajan, seva.